# Play therapy
La play therapy è un ampio settore di intervento terapeutico ed educativo che si fonda sul gioco come mezzo per aiutare i clienti a raggiungere i propri obiettivi.

## Aspetti generali
"La Play Therapy è l'uso sistematico di un modello teorico per stabilire un processo interpersonale in cui i play therapists usano il potere terapeutico del gioco per aiutare i “clienti” a prevenire o risolvere eventuali problemi psicosociali e a realizzare una crescita e uno sviluppo ottimali". Come definizione di lavoro si potrebbe anche dire che la Play Therapy è una forma di counseling psicologico o psicoterapia che impegna il “potere terapeutico” per favorire la comunicazione e aiutare le persone, soprattutto i bambini, a generare integrazione sociale, crescita e sviluppo.
Si è convinti che il gioco abbia non solo “potenzialità” ma veri e propri “poteri terapeutici” che il terapeuta deve saper conoscere e utilizzare in base ai casi che si presentano ed agli obiettivi da raggiungere.
La Play Therapy è spesso usata anche come strumento di diagnosi. Il play therapist osserva un cliente giocare con i giocattoli (teatrini, animali, bambole, ecc) per determinare la causa del comportamento disturbato. Gli oggetti e gli schemi del gioco, così come la volontà di interagire con il terapeuta, possono essere utilizzati per comprendere la logica di fondo del comportamento del bambino, sia all'interno che all'esterno della sessione.
Secondo la concezione psicodinamica, le persone (soprattutto i bambini) attraverso il gioco manifesteranno il loro modo di gestire ansia e confusioni interne. In questo modo, la Play Therapy può essere usata come un meccanismo di auto-aiuto, a patto che i bambini abbiano il tempo necessario per il "gioco libero" o il "gioco non strutturato". Dal punto di vista dello sviluppo, si è individuato il gioco come una componente essenziale dello sviluppo sano del bambino. Il gioco è stato, inoltre, direttamente collegato allo sviluppo cognitivo.
Per i play therapists un approccio al trattamento è di utilizzare un tipo di terapia di de-sensibilizzazione sistematica o di ri-apprendimento, al fine di modificare i comportamenti disturbanti. Questi processi sono normalmente utilizzati con i bambini, ma sono applicabili anche con soggetti in età pre-verbale, o non parlanti e anche con persone aventi compromissioni della parola.  Altri contesti di interesse possono essere studenti con lento apprendimento, persone con danno cerebrale o farmaco-dipendenti. Ma anche soggetti adulti ed evoluti possono trarre giovamento da questo approccio che ricorre nei modelli analitici di Melanie Klein, Françoise Dolto, Donald Winnicott ed è al centro, in forma di improvvisazione teatrale, dello psicodramma di Jacob Levi Moreno, e della Sand Box della junghiana Dora Kalf. "La psicoterapia ha luogo là dove si sovrappongono due aree di gioco, quella del paziente e quella del terapeuta. Secondo Winnicott: Una psicoterapia ha a che fare con due persone che giocano insieme. Il corollario di ciò è che quando il gioco non è possibile, allora il lavoro svolto dal terapeuta ha come fine di portare il paziente da uno stato in cui non è capace di giocare a uno stato in cui ne è capace.

## Storia
Il gioco è stato riconosciuto come importante sin dai tempi di Platone (429-347 a.C.) che affermava, "…si possono scoprire più cose su una persona in un'ora di gioco che in un anno di conversazione." Nel diciottesimo secolo, Rousseau (1712 / 1778), nel suo libro “Emilio" ha scritto su l'importanza di osservare il gioco come veicolo per conoscere e capire i bambini. Friedrich Fröbel, nel suo libro “L'educazione dell'uomo” (1903), ha sottolineato l'importanza del simbolismo nel gioco. Fröbel mise in evidenza come  "…il gioco sia il più alto momento di sviluppo nell'infanzia, perché da solo è la libera espressione di ciò che c'è nell'anima del bambino.... il gioco per i bambini non è semplicemente sport".
"Il gioco è pieno di significato ed ha un suo peso.". Il primo caso documentato, che descrive l'uso terapeutico del gioco, è stato nel 1909 quando Sigmund Freud pubblicò il suo lavoro con " Il piccolo Hans”. Il piccolo Hans era un bambino di cinque anni che soffriva di una fobia semplice. Freud lo vide brevemente una volta e raccomandò al padre di prendere nota del modo di giocare di Hans per procurare osservazioni che avrebbero aiutato il bambino. Il caso del "piccolo Hans" è stato il primo caso in cui una difficoltà di un bambino è stata messa in relazione a fattori emotivi.
Hermine Hug-Hellmuth (1921) formalizzò il processo della Play Therapy fornendo ai bambini dei materiali con cui il giocare gli permetteva di esprimersi, sottolineando l'uso del gioco per analizzare il bambino. Nel 1919, Melanie Klein (1955) iniziò a utilizzare la tecnica della Play Therapy come strumento per analizzare i bambini sotto i sei anni di età. M. Klein credeva che il gioco del bambino fosse essenzialmente la stessa cosa della libera associazione usata con gli adulti, e come tale poteva fornire l'accesso all'inconscio del bambino. Anna Freud utilizzò il gioco come strumento per facilitare l'attaccamento positivo al terapeuta e guadagnare l'accesso alla vita interiore del bambino.
Negli anni 30 David Levy sviluppò, per aiutare i bambini che avevano vissuto esperienze stressanti, una tecnica che chiamò Release Therapy (ndt. terapia del sollievo). Inizialmente al bambino è data la possibilità di dedicarsi al gioco libero. In un momento successivo, il terapeuta introduce materiali di gioco legati alla situazione evocanti lo stress, permettendo in questo modo al bambino di poter rivivere attraverso il gioco l'evento traumatico e liberare così le emozioni associate.
Gove Hambidge ampliò il lavoro di Levy sviluppando la Structured Play (ndt. Play Therapy strutturata). In questo modello il ruolo del terapeuta si realizza in maniera molto più diretta e introduce vari scenari di gioco. Lo sviluppo di questo modello utilizza i seguenti passaggi: stabilire un rapporto tra il terapeuta e il bambino; giocare la “situazione” evocativa dello stress; e quindi infine favorire il recupero del bambino tramite il gioco libero.Virginia Axline sulla base dell'insegnamento di Carl Rogers (1950) sviluppò il modello Child Centered Play Therapy (ndt Play Therapy Centrata sul Bambino), uno dei modelli più applicati con i bambini di età compresa fra 3 e i 12 anni. Nel suo articolo intitolato “Entrare nel mondo del bambino attraverso l'esperienza del gioco”, Axline ha sintetizzato il concetto di play therapy dichiarando:
“A play experience is therapeutic because it provides a secure relationship between the child and the adult, so that the child has the freedom and room to state himself in his own terms, exactly as he is at that moment in his own way and in his own time”
"Un'esperienza di gioco è terapeutica perché fornisce un rapporto sicuro tra il bambino e l'adulto, in modo che il bambino abbia la libertà e lo spazio per esprimersi con i propri mezzi, esattamente com'è in quel preciso momento, a suo modo e nel suo tempo ".
La Filial Therapy, sviluppata da Bernard e Louise Guerney, fu un'innovazione nell'ambito della Play Therapy che si sviluppò nel corso degli anni '60. L'approccio Filial sottolinea un programma strutturato di formazione per i genitori in cui essi imparano come utilizzare le sessioni di gioco centrate sul bambino presso la propria casa. Durante gli anni '60, con l'avvento di consulenti scolastici, la Play Therapy in ambito scolastico condusse a un importante cambiamento per il settore privato. Consulenti e/o educatori come Alexander, Landreth, Muro, Myrick e Holdin, Nelson e Van Fleet, iniziarono a dare contributi significativi soprattutto in termini dell'utilizzo della Play Therapy, sia come strumento educativo che di prevenzione, per affrontare le problematiche dei bambini.

## La crescita delle organizzazioni
Nel 1982, C. Schaefer e K. O' Connor fondarono l'Associazione per la Play Therapy (APT; www.a4pt.org)  segnando non solo la necessità di promuovere il progresso della Play Therapy, ma anche di far riconoscere la notevole crescita della Play Therapy. Dati relativi al 2006 riferiscono che l'APT è presente in 26 paesi con quasi 5.000 soci. Il percorso formativo in Play Therapy è offerto, secondo un sondaggio condotto dal Centro per la Play Therapy presso l'Università del North Texas (2000), da 102 università e college degli Stati Uniti. Nel 2008 in Italia, con il sostegno dell'APT, si costituisce sul modello statunitense l'Associazione per la Play Therapy Italia (APTI; www.apt-italia.org) di cui ne riflette lo scopo, la missione e lo stato di associazione no-profit.

## Efficacia
Una vasta letteratura ha documentato l'efficacia della terapia del gioco come un modello di consulenza nel lavoro con bambini e adolescenti. Sin dagli anni 40 ricercatori della Play Therapy hanno studiato la Play Therapy e documentato la sua efficacia. Sono state intraprese ricerche che esaminano l'efficacia della terapia del gioco in relazione al disturbo della condotta, ai comportamenti oppositivi ed all'aggressività.
Nel 1994, ricercatori come Dogra e Veeraraghavan, presero contatto con genitori di bambini (età 8-12) ai quali erano stati diagnosticati disturbi della condotta o manifestavano un livello significativo di aggressività. Dopo sedici sedute di Play Therapy “non direttiva” svolta con i bambini ed una serie di consulenze con i genitori, gli autori riscontrarono nei bambini un positivo adattamento a livello del sé, nel contesto scolastico, a casa e a livello di personalità nel suo insieme. I bambini del gruppo sperimentale, inoltre, erano meno spesso coinvolti in liti, compivano meno atti di bullismo e scatti d'ira. Sempre rispetto al gruppo di controllo i genitori ricorrevano meno a punizioni corporali e trascuravano di meno i loro figli.
Altri autori, impegnati nello studio del disadattamento scolastico, utilizzarono un gioco da tavolo per insegnare le abilità sociali a ragazzi con diagnosi di disturbo della condotta (età 16-17) e con lieve ritardo mentale, evidenziando che in otto sessioni o meno i ragazzi mostravano netti miglioramenti dopo ogni sessione formativa. Schmidtchen, Hennies e Acke misero a confronto un gruppo di bambini (età 5-8) con disturbi del comportamento, sottoposti a una trentina di sedute di Play Therapy “non direttiva” con un gruppo di controllo in cui i bambini furono sottoposti a una terapia di educazione sociale non basata sul gioco. I risultati mostrarono una diminuzione dei disturbi comportamentali e un aumento delle "competenze centrate sulla persona".
Nel 1997 Burroughs, Wagoner & Johnson studiarono un gruppo di 21 elementi (età 7-17 anni) i cui genitori erano divorziati o in fase di separazione. Gli autori scoprirono che i membri del gruppo in trattamento che giocarono con il gioco “Le mie due case”, così come membri del gruppo che parteciparono alla Play Therapy convenzionale, mostrarono un calo dei punteggi familiari presenti sulla scala di “internalizzazione” del “Child Behavior Checklist”; stesso risultato si ebbe nel questionario “Children's Depression Inventory”. L'ansia sia di stato che di tratto diminuì in entrambi i gruppi.
Negli stessi anni furono intrapresi studi sull'efficacia della Play Therapy in riferimento al multiculturalismo. Furono studiati 168 bambini di età compresa tra 10-12 anni, in cui l'82% erano afroamericani, identificati come "bambini a rischio" e che avevano partecipato, mediamente, a quattro sessioni di Play Therapy “non direttiva”. I risultati indicarono che i bambini partecipanti alle sessioni di Play Therapy avevano mantenuto lo stesso livello di autostima e di “locus of control” interno, mentre i bambini del gruppo di controllo mostrarono dei valori statisticamente significativi, così come misurato dal “Coopersmith Self-Esteem Inventory” e dal “Intellectual Achievemnt Responsibility Scaled-Revised”. Inoltre, la Play Therapy, è stata studiata con le vittime di abuso sessuale. Uno studio di Reams e Friedrich, che ha inserito vittime o fratelli delle vittime (età 3-5) in un gruppo trattato per 15 settimane con la Play Therapy “direttiva”, ha rilevato che questi bambini si impegnavano in un "gioco meno isolato" rispetto al gruppo di controllo.
La Sindrome da deficit di attenzione e iperattività (ADHD - Attention-Deficit Hyperactivity Disorder) è stata una diagnosi significativa e importante per oltre un decennio. Kaduson e Finnerty condussero uno studio con sessantatré bambini di età compresa tra gli 8 e i 12 anni. Gli autori hanno confrontato tre gruppi di bambini con diagnosi di ADHD, il confronto fu eseguito con un gioco (gioco di auto-controllo) per un gruppo, il biofeedback per un altro e un gioco di controllo strategico solo nel gruppo finale. I risultati indicarono che il biofeedback era il modo più efficace per migliorare l'auto-percezione dell'auto-controllo nei bambini. Tutti e tre i gruppi indicarono un miglioramento rilevante dell'attenzione e della socializzazione.
La combinazione di gruppi di Peer Play Therapy con gruppi di Arte Terapia, e la combinazione di gruppi di Family Play Therapy con gruppi di Arte Terapia, ha dimostrato un miglioramento dei punteggi relativi alla Depressione e Iperattività sia nei bambini che nelle bambine. In base al Child Behavior Checklist anche in bambini che hanno almeno un genitore che soffre di dipendenza da alcol o droga. Inoltre, aggressività e comportamenti delinquenziali sono significativamente diminuiti nei maschi. Lo studio ha incluso 132 soggetti di età compresa tra i 7 e i 17 anni. Negli ultimi due decenni c'è stato uno sforzo notevole per sviluppare e attuare degli studi controllati e ben progettati sull'utilizzo della Play Therapy. Due studi di meta-analisi hanno esaminato l'efficacia della Play Therapy con i bambini. Lo studio meta-analitico effettuato da LeBlanc e Ritchie, ha incluso quarantadue studi sperimentali, compiuti nel periodo 1947-1997. Gli studi utilizzati provenivano da più fonti, tra cui riviste, dissertazioni e studi inediti.

## Modello sistematico
Nell'applicazione del modello sistematico alla play therapy il terapeuta programma nel proprio studio sessioni di lavoro con più bambini. In una sessione di lavoro possono essere presenti da 2 fino a 5 bambini, che potranno interagire tra loro.
Questa interazione organica permette allo psicologo e allo psichiatra di valutare correttamente le emozioni e i sentimenti del bambino. Questa forma di terapia consente al bambino di rivelare inconsapevolmente la sua emozione, mentre gioca con gli altri bambini.
Mentre i bambini interagiscono tra di loro, il terapeuta può osservare il bambino giocare con alcuni particolari giocattoli al fine di capire dove il bambino si concentra di più e individuare le origini stressogene del bambino. Ogni giocattolo e ogni stile di gioco rappresentano un'emozione e un sentimento differente.
Si ritiene che le persone mentre interagiscono con gli altri, possano elaborare le loro ansie interne. Partendo da questo punto di vista, i bambini dovrebbero essere incoraggiati al gioco inteso come strumento indispensabile per un sano sviluppo sia fisico che mentale.
Il terapeuta s'impegna quindi in esercizi di desensibilizzazione, in modo da eliminare le componenti stressogene presenti nei bambini. Questi esercizi hanno lo scopo di insegnare al bambino come imparare di nuovo un certo comportamento attraverso un sistema formale di prove >.

## Sandtray
La terapia Sandtray è “… una modalità espressiva e proiettiva che implica lo schiudersi e l'elaborazione di questioni intra e interpersonali attraverso l'utilizzo di specifico materiale “sandtray” (sabbiera) come mezzo di comunicazione non verbale condotto dal cliente (o clienti) e facilitato da un terapeuta formato" (Homeyer &  Sweeney, 2009).
La terapia Sandtray è adatta sia per bambini che per gli adulti e permette loro di raggiungere una più profonda penetrazione e la risoluzione di una serie di questioni nella loro vita, come una profonda rabbia, depressione, abuso o dolore.
Utilizzando un vassoio con la sabbia e delle miniature i clienti intraprendono un processo sicuro e supportivo per esplorare il proprio mondo. Attraverso questa modalità di lavoro espressiva e creativa che non si affida alla terapia verbale è spesso possibile anche accedere ad aree nascoste o precedentemente inesplorate.
L'utilizzo combinato di sabbia e miniature fu sviluppato da Margaret Lowenfeld. Durante il suo lavoro come dottore con i bambini durante la guerra Russo-Polacca, Lowenfeld, riscontrò l'esigenza di definire un linguaggio attraverso cui stabilire una comunicazione con i bambini che fosse al contempo per loro attraente. Il metodo così sviluppato fu ulteriormente elaborato e diffuso. In seguito una sua allieva, la terapeuta svizzera Dora M. Kalff, sviluppò un approccio junghiano al sandtray, denominandolo sandplay.